# Producto sanitario para diagnóstico in vitro
El término producto sanitario (o dispositivo médico, según la OMS) pertenece a la definición establecida en los reglamentos europeos y se utiliza para referirse a una gran variedad de productos utilizados en la sanidad que están regulados por la ley en la Unión Europea. Están regulados por el Reglamento (EU) 2017/745 (ver la entrada Producto sanitario) y el Reglamento (EU) 2017/746 para Producto sanitario para diagnóstico in vitro . Están incluidos dentro de las tecnologías sanitarias.
Un producto sanitario para diagnóstico in vitro es, según el reglamento europeo (EU) 2017/746:

cualquier producto sanitario que consista en un reactivo, producto reactivo, calibrador, material de control, kit, instrumento, aparato, pieza de equipo, programa informático o sistema, utilizado solo o en combinación, destinado por el fabricante a ser utilizado in vitro para el estudio de muestras procedentes del cuerpo humano, incluidas las donaciones de sangre y tejidos, única o principalmente con el fin de proporcionar información sobre uno o varios de los elementos siguientes: 
   a) relativa a un proceso o estado fisiológico o patológico;
   b) relativa a deficiencias físicas o mentales congénitas;
   c) relativa a la predisposición a una dolencia o enfermedad;
   d) para determinar la seguridad y compatibilidad con posibles receptores;
   e) para predecir la respuesta o reacción al tratamiento;
    f) para establecer o supervisar las medidas terapéuticas.
Los recipientes para muestras se considerarán también productos sanitarios para diagnóstico in vitro;   
https://eur-lex.europa.eu/legal-content/ES/ALL/?uri=CELEX:32017R0746#:~:text=efectos%20del%20EEE.%20)-,Reglamento%20(UE)%202017%2F746%20del%20Parlamento%20Europeo%20y%20del,pertinente%20a%20efectos%20del%20EEE.%20)&text=EUROVOC%20descriptor%3A,norma%20de%20comercializaci%C3%B3n
Diario Oficial de la Unión Europea L117/176 de 5 de mayo de  2017.

Ejemplos de productos sanitarios para el diagnóstico in vitro son las pruebas de embarazo, los analizadores de glucemia que emplean los diabéticos, etc.

## Clasificación y comercialización en la Unión Europea

### Clasificación de productos sanitarios para diagnóstico in vitro (cambio muy relevante respecto a directiva)
Los productos sanitarios para diagnóstico in vitro del reglamento general (EU) 2017/746 se clasifican según su riesgo siguiendo las reglas del anexo VIII del reglamento
Hay 4 clases de riesgo:
- A
- B
- C
- D

siendo la clase A la de menor riesgo y la D la de mayor riesgo.

### Marcado CE
Para poder comercializarse en Europa un producto sanitario precisa ostentar el marcado CE de conformidad.
La evaluación de conformidad la realizan los Organismos Notificados que son en general entidades de certificación (por ejemplo: DNV, SGS, TÜV) o bien Autoridades Sanitarias (por ejemplo: AEMPS, ISS)